# Mitch Keller
Mitch Keller (Cedar Rapids, Iowa, 4 de abril de 1996) es un jugador profesional estadounidense de béisbol que se desempeña en la posición de lanzador en Pittsburgh Pirates, equipo de las Grandes Ligas de Béisbol (MLB).

## Carrera
Fue seleccionado en la segunda ronda en el Draft de la MLB de 2014. En 2019 hizo su debut profesional con el equipo Pittsburgh Pirates, donde lleva jugando seis temporadas.